# Gouvernement Houphouët-Boigny IX
Pour les articles homonymes, voir Gouvernement Houphouët-Boigny.
Première République
Houphouët-Boigny VIII Houphouët-Boigny X
Le gouvernement de Félix Houphouët-Boigny IX (4 mars 1976 - 27 juillet 1977) est le 9e de la Première République de Côte d'Ivoire.
Il remplace le gouvernement Houphouët-Boigny VIII (formé en 1974).

## Composition
- Président de la République : Félix Houphouët-Boigny

### Ministres d'État
- Auguste Denise
- Chargé de l’Intérieur : Mathieu Ekra
- Chargé de la Santé publique et de la population : Jean-Baptiste Mockey
- Nanlo Bamba
- Loua Diomandé

### Ministres
| Poste                                               | Nom                      | Observations |
| --------------------------------------------------- | ------------------------ | --- |
| Justice                                             | Camille Alliali          | - |
| Eaux et Forêts                                      | Koffi Attobra            | Changement d'attribution |
| Affaires étrangères                                 | Arsène Usher Assouan     | - |
| Défense et service civique                          | Blé Kouadio M’Bahia      | - |
| Économie et finances                                | Henri Konan Bédié        | - |
| Fonction publique                                   | Kéï Boguinard            | Changement d'attribution |
| Construction et Urbanisme                           | Alexis Thierry Lebbé     | - |
| Plan                                                | Mohamed Diawara          | - |
| Éducation nationale                                 | Paul Yao Akoto           | - |
| Information                                         | Laurent Dona Fologo      | - |
| Commerce                                            | Maurice Séri Gnoléba     | - |
| Jeunesse, Education populaire et Sports             | Étienne Ahin             | - |
| Postes et Télécommunications                        | Bangali Koné             | Changement d'attribution |
| Agriculture                                         | Abdoulaye Sawadogo       | - |
| Recherche scientifique                              | Jean Lorougnon Guédé     | Nouveau poste |
| Enseignement technique et Formation professionnelle | Ange Barry Battesti      | - |
| Travaux publics et Transport                        | Désiré Boni              | Changement d'attribution |
| Production animale                                  | Dicoh Garba              | - |
| Travail                                             | Albert Vanié Bi Tra      | - |
| Budget                                              | Abdoulaye Koné           | - |
| Mines                                               | Paul Gui Dibo            | - |
| Marine                                              | Lamine Fadika            | Nouveau poste |
| Tourisme                                            | Ibrahima Koné            | - |
| Enseignement primaire et Télévision éducative       | Pascal Dikébié N'Guessan | Dans les années 1970, un vaste programme d'éducation télévisuelle avait été lancé dans toute la Côte d'Ivoire un animateur, appelé « télémaitre », était chargé de programmer des émissions d'éducation pré-enregistrées sur des téléviseurs installés dans les villages pour pallier le manque d'instituteurs et de professeurs. Il avait particulièrement été développé dans le nord du pays en raison du manque criant d'instituteurs dans la région. Ce projet s'est traduit par un échec[réf. nécessaire] et a été abandonné en 1981[réf. nécessaire] . |
| Affaires culturelles                                | Jules Hié Néa            | Nouveau poste |
| Sécurité et intérieur                               | Gaston Ouassénan Koné    | Nouveau poste |
| Coopération                                         | Clément Kaul Mélèdje     | Nouveau poste |
| Condition féminine                                  | Jeanne Gervais           | Nouveau poste |
| Affaires sociales                                   | Alphonse Yao Kouma       | - |
| Protection de la nature                             | Tabley Dacoury François  | - |
| Relations avec l'Assemblée nationale                | Emile Brou               | - |

## Source
- (fr) [PDF] Neuvième gouvernement de la Première République de Côte d'Ivoire  Document officiel - Gouv.ci